# Eva-Maria Liimets

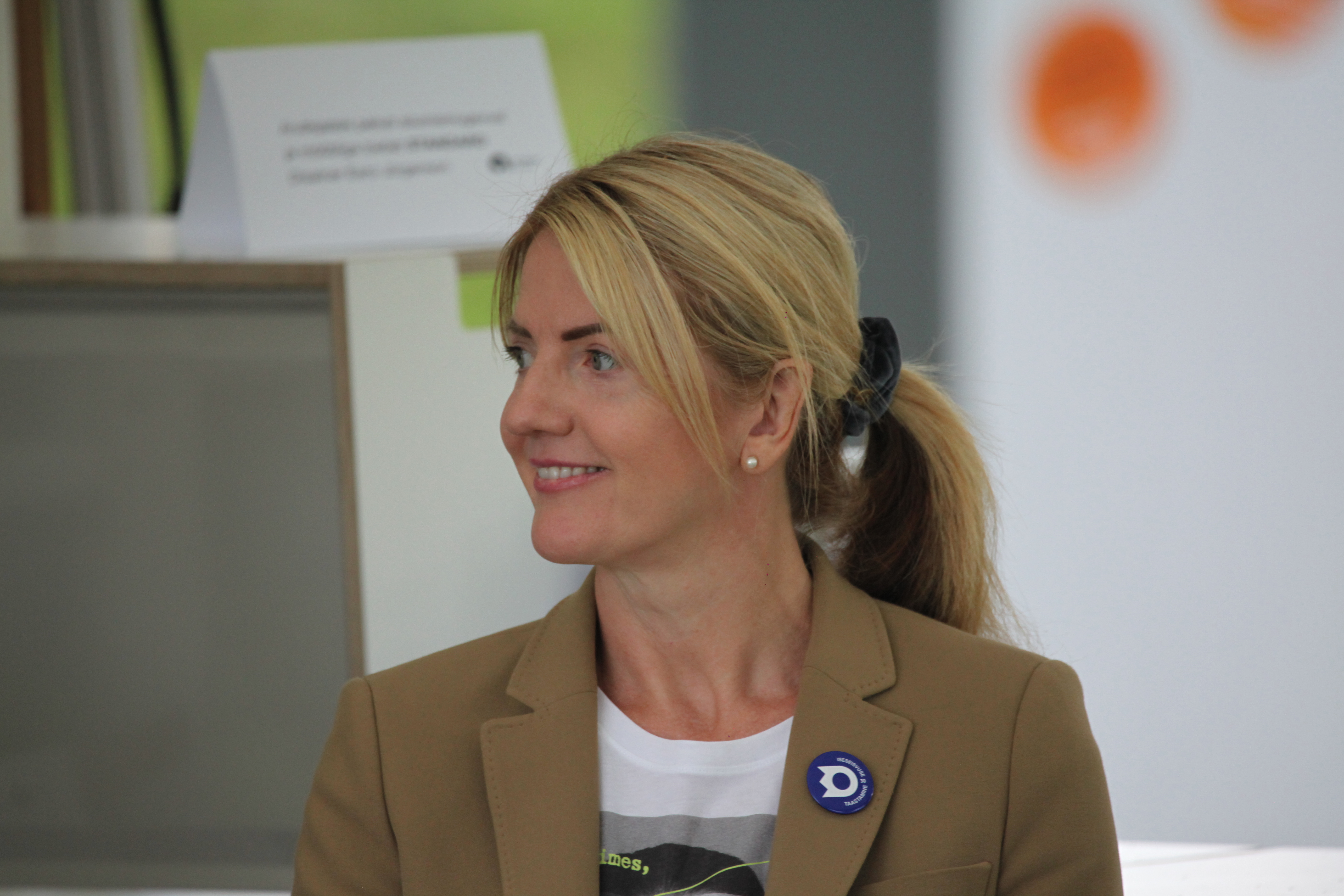
Eva-Maria Liimets (2021)

Eva-Maria Liimets (Tallinn, 31 de maio de 1974) é uma política da Estónia. É Ministra das Relações Externas no governo da primeira-ministra Kaja Kallas. Em janeiro de 2021 ela era independente, mas representava o Partido do Centro que a indicou.
Anteriormente, foi embaixadora da Estónia na Chéquia, com credenciais também na Eslovénia e na Croácia.
Pouco depois de Liimets assumir o cargo, o Ministério das Relações Externas anunciou um "mês ártico" a partir de 28 de janeiro de 2021, a meio dos planos da Estónia de se candidatar ao estatuto de observador no Conselho do Árctico em 2021. "O desenvolvimento no Árctico deve ser uma preocupação para todos, já que a mudança climática afecta o mundo inteiro", disse Liimets.
É formada em administração pública pela Universidade de Tartu e tem mestrado em gestão de negócios internacionais (MBA) pela Estonian Business School . Ela formou-se no 19º Curso Internacional de Treino em Política de Segurança no Centro de Política de Segurança de Genebra (GCS).